# Zeichenschläger
Als Zeichenschläger wurden in Sachsen die Aufseher der Waldarbeiter genannt, weil sie Wald-, Weg- und Grenzzeichen in Bäume und Steine schlugen. Diese Markierungen dienten der Orientierung vor allem in den Wäldern. Die gekennzeichneten Bäume wurden „Lachbäume“ genannt.